# Gianluca Rocchi
Gianluca Rocchi, född 25 augusti 1973 i Florens, är en italiensk fotbollsdomare. Rocchi dömde sin första match i Serie A 2010, och blev internationell Fifa-domare 2008.